# Томас Кертіс
Томас Пелем Кертіс (англ. Thomas Pelham Curtis; нар. 9 січня 1873 — пом. 23 травня 1944) — американський легкоатлет, який спеціалізувався в спринті та бігу з бар'єрами.

## Із життєпису
Перший в історії олімпійський чемпіон з бігу на 110 метрів з бар'єрами (1896).
На Олімпіаді-1896 також переміг у попередньому забігу на 100 метрів, проте не взяв участь у фіналі через необхідність підготовки до бар'єрного спринту.
Поза спортом займався фотографією.
Служив у Національній гвардії США.
Випускник Массачусетського технологічного інституту.
Автор нарису «Високі бар'єри та білі рукавички» (англ. High Hurdles and White Gloves; 1932) зі спогадами про свою участь на Іграх-1896.

## Основні міжнародні виступи
| Рік  | Змагання         | Місто     | Місце | Дисципліна |
| ---- | ---------------- | --------- | ----- | ---------- |
| 1896 | Олімпійські ігри | Афіни     | фDNS  | 100 м      |
| 1896 | 1                | 110 м з/б |       |            |